# Le Roi Lear (téléfilm, 1981)
Pour les articles homonymes, voir Lear.
Pour plus de détails, voir Fiche technique et Distribution.
Le Roi Lear est un téléfilm français de Jean-Marie Coldefy diffusé sur TF1 le 17 juillet 1981.

## Fiche technique
- Titre original : Le Roi Lear
- Réalisation : Jean-Marie Coldefy
- Scénario : William Shakespeare (play)
- Société(s) de production : TF1
- Pays d'origine :  France
- Année : 1981
- Langue originale : français
- Format : couleur
- Genre : drame
- Durée : 120 minutes

## Distribution
- Catherine Berriane : Regane
- Jean-Luc Buquet : Edmond
- Éric Frey : Le fou
- Yves Gourvil : Cornouailles
- Alain Lenglet : Oswald
- Serge Merlin : Le duc de Bourgogne
- Redjep Mitrovitsa : Edgar
- Philippe Morier-Genoud : Lear
- Gerald Robard : Gloster
- Anne Rondags : Gonerille
- Cathérine Rougelin : Cordelia